# Jean Ambrosi
Pour les articles homonymes, voir Ambrosi.
 (janvier 2013).
Jean Ambrosi, né à Rabat (Maroc) en 1936, est un neuropsychologue, chercheur, praticien et conférencier français. 

## Biographie
Après des études secondaires au Maroc il passe un doctorat de troisième cycle en Psychologie Clinique à l'université Paris VII, un Ph.D. in Applied Neurophysiology (doctorat en neuropsychologie appliquée) à Saint-Louis, Missouri, États-Unis. Il est en outre ex-interne du AHR (Concord, Massachusetts, États-Unis) et Membre Senior de l'International Neuropsychological Society.
Psychanalyste, enseignant universitaire[réf. souhaitée] et praticien à partir de 1966 en Amérique du Nord, au moment où la psychologie humaniste propose diverses alternatives à la psychanalyse et au comportementalisme, il s’intéresse (1966-1969) à la Gestalt-thérapie, discipline qu’il contribue avec Michel Katzeff (Bruxelles) et Max Furlaud (Paris) à introduire en Europe (1972) ,. Il maintient un dialogue suivi avec Laura Perls (+ 1990), créatrice de l’approche avec Frederick Perls (1893-1970).

## Publications
- L’humain branché (1977).
- (it) L’energia dell’umano (1978).
- La Sympathie (1981).
- La Gestalt thérapie revisitée (1984, rééd. 1994).
- (en) Sympathy (1986).
- L’intelligence sauvage (1996).
- Transfert et Relation de Sympathie (2002).
- Le Désir de Changement (2003).
- Le Complexe de Narcisse : à la recherche du plus profond objet perdu (2006).
- La Relance de la Dynamique Personnelle (2011).
- Le cas de Madame H.  - Éditions du cherche midi (2018)

### Articles
- (en) « Essential Movement Therapy » in Self and Society, 1974.
- « La gestalt thérapie » Bibliothèque Sigmund Freud. Psychothérapies, Genève, 1983.
- « Spasmophilie et manifestations proprioceptives récurrentes » Bibliothèque Sigmund Freud. Psychothérapies, Genève, 1984.